# Sintra villamosvonal-hálózata
Sintra villamosvonal-hálózata (portugál nyelven: Elétricos do Sintra) egy 1000 mm-es nyomtávolságú villamosvonal Portugáliában, Sintrában. A vonal turisztikai célokat szolgál.
Az első járata 1904. március 31-én indul el. 1975-ben bezárt, majd  1980-ban újraindult mint turisztikai látványosság.

## Képgaléria

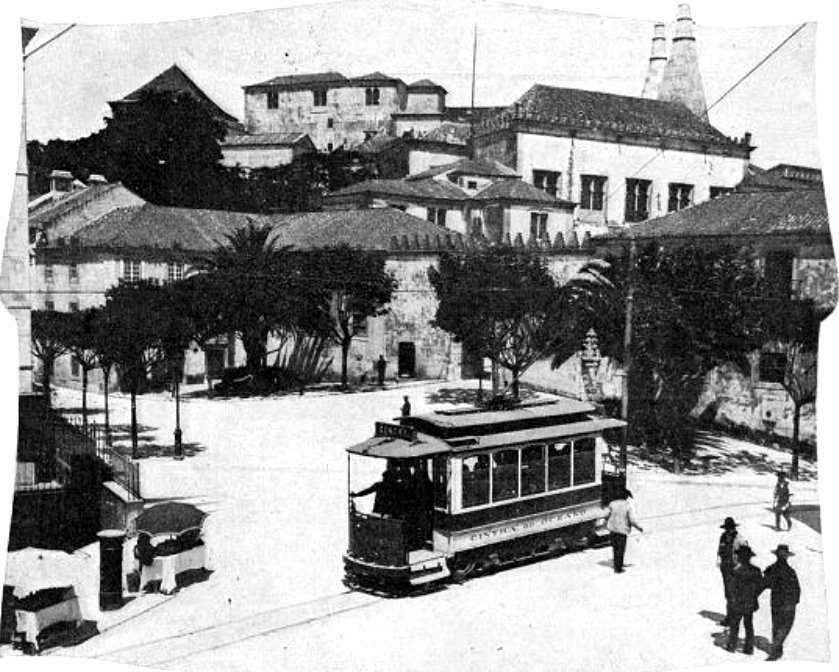
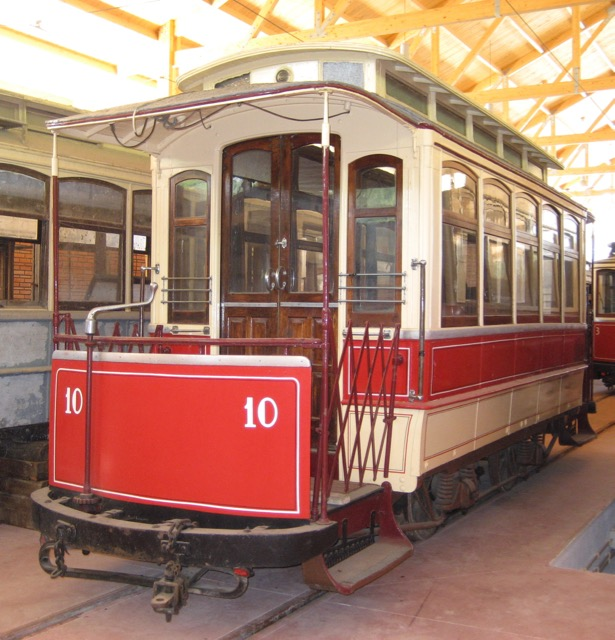
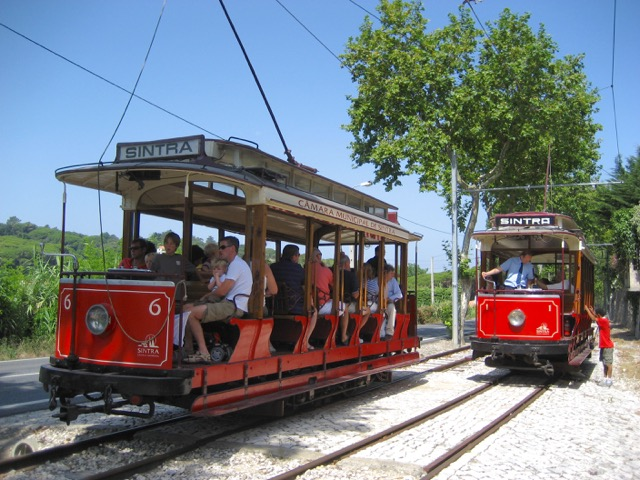
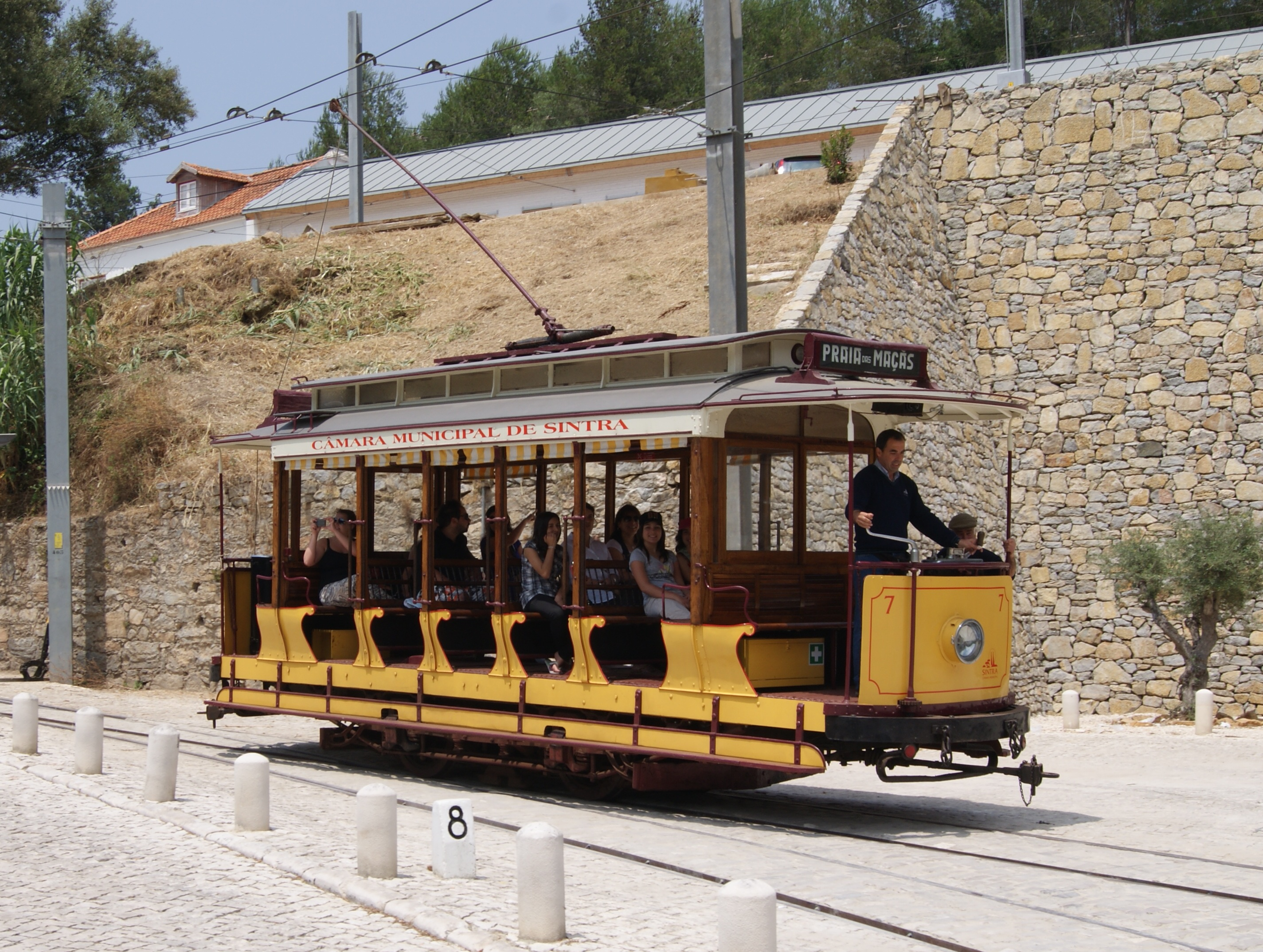
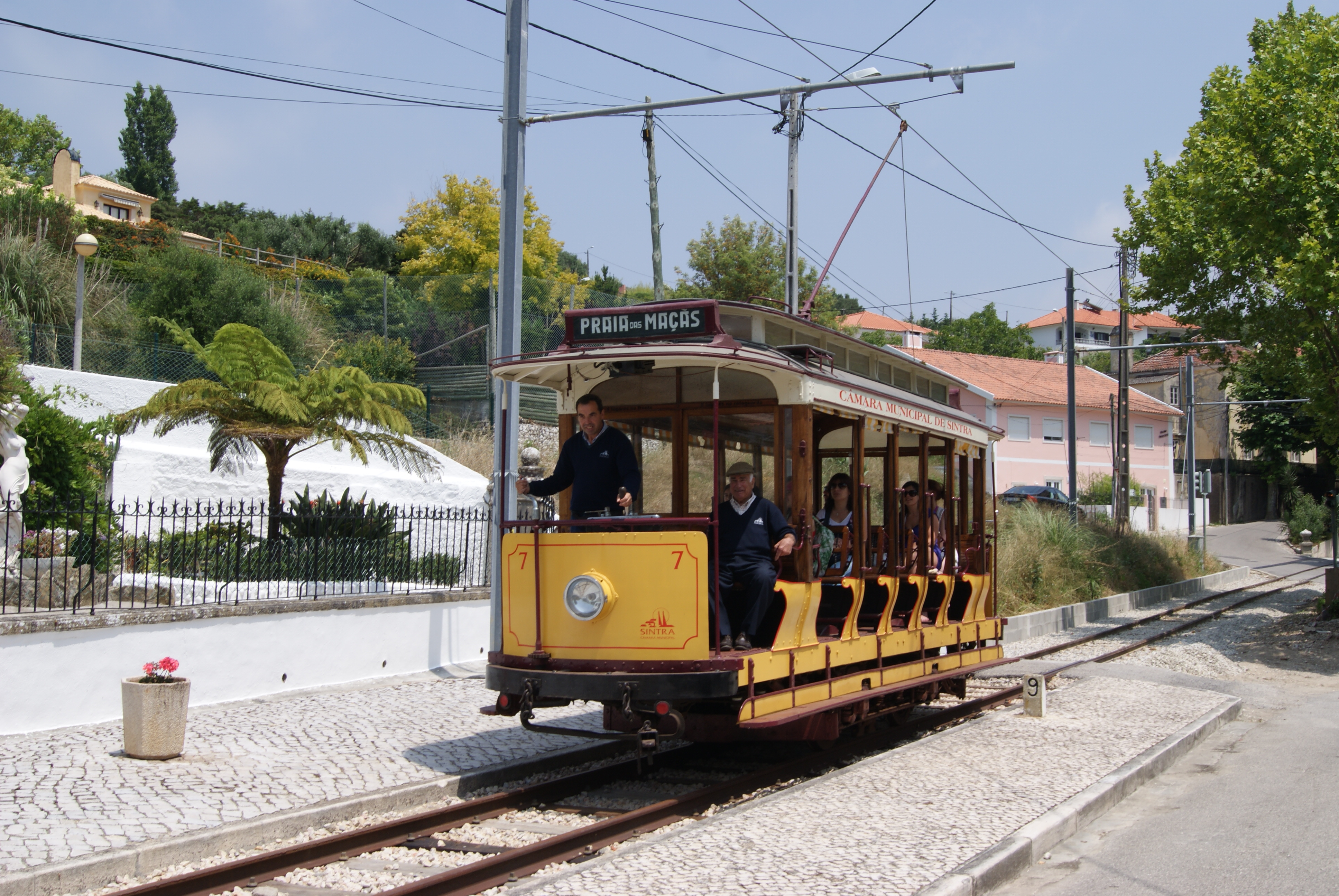